# Kyllesjön
Kyllesjön är en sjö i Vaggeryds kommun i Småland och ingår i Lagans huvudavrinningsområde. Sjön är 6,6 meter djup, har en yta på 0,191 kvadratkilometer och är belägen 276,1 meter över havet. Vid provfiske har abborre fångats i sjön.

## Delavrinningsområde
Kyllesjön ingår i det delavrinningsområde (637095-138727) som SMHI kallar för Mynnar i Västerån. Medelhöjden är 278 meter över havet och ytan är 24,51 kvadratkilometer. Det finns inga delavrinningsområden uppströms utan avrinningsområdet är högsta punkten. Älgabäcken som avvattnar avrinningsområdet har biflödesordning 4, vilket innebär att vattnet flödar genom totalt 4 vattendrag innan det når havet efter 216 kilometer. Delavrinningsområdet består mestadels av skog (81 procent). Avrinningsområdet har 1,41 kvadratkilometer vattenytor vilket ger det en sjöprocent på 5,7 procent.